# Bolintineni, Mureș
Bolintineni (în germană Sankt Valentin, în maghiară Bálintfalva) este un sat în comuna Păsăreni din județul Mureș, Transilvania, România.